# اولاویر تورس
اولاویر تورس (ایسلندی: Ólafur Thors؛ ‏ تلفظ ایسلندی: [ˈou:lavʏr]‏ ‏ ۱۹ ژانویهٔ ۱۸۹۲ – ۳۱ دسامبر ۱۹۶۴) یک سیاست‌مدار اهل ایسلند بود.